# Raoul Rigault
Pour les articles homonymes, voir Rigault.
Raoul Adolphe Georges Rigault, dit Raoul Rigault, né le 16 septembre 1846 à Paris et mort le 24 mai 1871 dans la même ville, est un journaliste, militant blanquiste sous le Second Empire puis chef de la préfecture de police durant la Commune de Paris.

## Biographie

### Famille, études et formation
Le père de Raoul Rigault est un ancien employé au Ministère de la guerre. Il est nommé sous-préfet de la République dans la ville de Ribérac (Dordogne) en février 1848 avant de se faire révoquer pour ses opinions politiques à la suite des Journées de Juin. Il travaille ensuite comme comptable à l'orfèvrerie Christolfe. 
Né en 1846, Rigault est envoyé faire ses études au lycée Napoléon (Henri-IV) et bien que très indiscipliné, il est travailleur et passe ses examens avant de devenir bachelier ès lettres et ès-sciences. Au lycée Saint-Louis, il suit les examens préparatoire à l'examen d'entrée l'École polytechnique mais se fait expulser au bout de trois mois pour avoir "participé à une révolte contre un professeur". Vers 1865, il s'intéresse plus aux mouvements blanquistes qu'à ses études. Son ambition est d'assurer la liaison entre ouvriers et étudiants. Il est alors professeur de mathématiques et rattaché à l'hébertisme ; il fréquente le salon artistique et littéraire de Nina de Villard à Montmartre. Il est arrêté, début 1866, dans le cadre de l'affaire de la société secrète dite du "Café de la Renaissance" à Saint-Michel, en compagnie de Gustave Tridon, Alphonse Humbert, Gaston Da Costa, Charles Longuet, Eugène Protot, etc. Durant le procès, c'est l'avocat Gustave Chaudey qui prend leur défense.
Par la suite, il collabore à plusieurs journaux républicains, hébertistes, blanquistes et athées (La Marseillaise, L'Ami du peuple, La Libre Pensée). En 1868 après avoir renoncé à son journal Le Barbare, l'un de ses articles publié dans le journal étudiant athée Le Démocrite (plutôt proudhonien), lui vaut trois mois de prison. Toutefois, en décembre de la même année, il relance Le Démocrite. Il fait une dizaine de séjours en prison jusqu'en 1870, toujours pour motifs politiques (il y constitue des dossiers sur les commissaires et les indicateurs de police). 

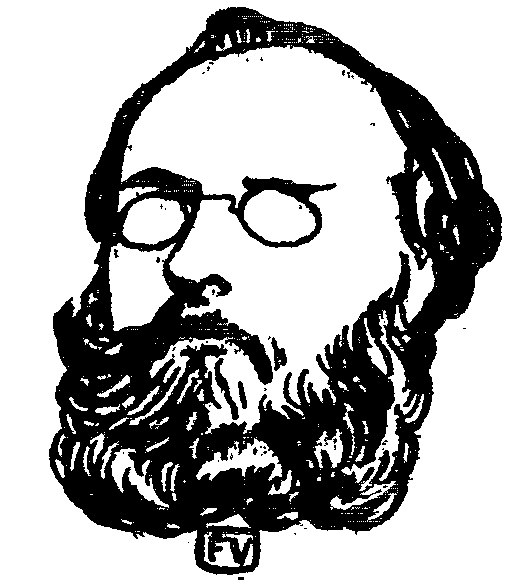
Raoul Rigault
Portrait par Félix Vallotton
paru dans La Revue blanche en 1897.

### La guerre de 1870-1871
À la suite de la révolution du 4 septembre 1870 et de la proclamation de la République, il est nommé à la préfecture de police de Paris par Antonin Dubost, dont il avait été le collaborateur à La Marseillaise : bien que n'ayant pas l'âge légal pour ce poste, il reprend le poste de Michel Lagrange en étant nommé commissaire, chargé du service politique. Il prend part aux soulèvements du 31 octobre 1870 et du 22 janvier 1871 contre le Gouvernement de la Défense nationale où il commande, avec son ami Sapia, des gardes nationaux.

### La Commune de Paris
Après le début du soulèvement communaliste, il est nommé le 20 mars à la tête de la préfecture de police. Le 26 mars, il est élu au Conseil de la Commune par le VIIe arrondissement. Le 29 mars, il est nommé à la tête de la Commission de Sûreté générale. Profitant des difficultés de la Commune à contrôler son action, il s'arroge des pouvoirs exorbitants et fait réprimer ses adversaires politiques[réf. nécessaire].

#### Anticléricalisme
Animé par une passion anticléricale, il vise notamment les religieux de Paris, qui font l'objet d'arrestations arbitraires. Rigault mène lui-même les interrogatoires, accablant volontiers les prêtres de remarques méprisantes, et fait mettre au secret de nombreux « suspects ». En sept semaines, Rigault et ses successeurs à la préfecture Cournet et Ferré font arrêter plus de 200 religieux. Il est le responsable de l'arrestation des otages, parmi lesquels Georges Darboy, archevêque de Paris, du massacre de la rue Haxo, et de nombreuses perquisitions dans les églises de la capitale.

#### Actions
Les méthodes de Rigault suscitent la polémique au sein de la Commune : lui-même défend son action devant les autres élus en arguant de la situation d'urgence et de guerre civile que connaît alors la Commune. 
Le 26 avril, il quitte la préfecture de police, et est nommé procureur de la Commune. 
Il vote pour la création du Comité de Salut public. 
Rigault envoie Benjamin Flotte pour d'obtenir de l'Assemblée versaillaise l'échange des otages de la Commune contre Blanqui et d'autres prisonniers.

#### La Semaine Sanglante
Le 23 mai, au début de la Semaine sanglante, Rigault se rend dans la cellule de Gustave Chaudey à la prison de Sainte-Pélagie et le met en accusation pour avoir ordonné à la troupe de tirer sur les Parisiens insurgés le 22 janvier 1871. Chaudey proteste de son innocence et rappelle son passé socialiste, mais Rigault souhaite venger la mort de son ami Sapia, mort à ses côtés le 22 janvier. Il le fait aussitôt fusiller avec trois gendarmes, ce dont André Slomszynski se dira témoin. 
Chaudey avait dit après le 31 octobre 1870 à « Ferré et des partisans de la commune qui réclamaient la liberté de Louise Michel et de leurs amis : « Les plus forts fusilleront les autres ». Il mourut peut-être de ce mot ».
Le lendemain, Rigault se bat, en grand uniforme, au Quartier latin sur la barricade de la rue Soufflot. Il est fusillé sans procès, rue Gay-Lussac le 24 mai sur ordre d'un sergent versaillais qui le reconnait comme un officier communard lorsqu'il dit « Que me voulez vous ? Vive la Commune ! ». Des soldats dépouillent son cadavre des objets de valeur : son corps, laissé sur place, est ensuite malmené par des passants.

### Notices biographiques
- Jules Clère, Les hommes de la Commune : Biographie complète de tous ses membres, Paris, Libraire-éditeur É. Dentu, 1871, xiv-195, 1 vol. in-18 (OCLC 457798492, lire en ligne sur Gallica), p. 148-153
  - Jules Clère, Les hommes de la Commune : Biographie complète de tous ses membres, Paris, Libraire-éditeur É. Dentu, 1871, 4e éd. (1re éd. 1871), vi-215, 1 vol. in-18 (lire en ligne sur Gallica), p. 164-169
- Paul Delion, Les membres de la Commune et du Comité central, Paris, A. Lemerre éditeur, août 1871, 446 p. (lire en ligne sur Gallica), p. 188-193
- Bernard Noël, Dictionnaire de la Commune, Coaraze, L'Amourier éditions, coll. « Bio », avril 2021 (1re éd. 1971), 799 p. (ISBN 978-2-36418-060-4, ISSN 2259-6976, présentation en ligne), p. 695-698
- « Notice Rigault Raoul, Georges, Adolphe », sur maitron.fr, Le Maitron, dictionnaire bibliographique du mouvement ouvrier et du mouvement social, Association Les Amis du Maitron (consulté le 17 août 2021)